# Campeonato mundial A de hockey patines masculino de 1956
El XII Campeonato mundial de hockey sobre patines masculino y XXII  Campeonato europeo se celebró en Oporto, Portugal, entre el 26 de mayo y el 2 de junio de 1956. Se caracterizó por ser la última de una serie de 10 ediciones en que el torneo se disputó anualmente (1947-1956) y, también, la última vez que coincidiesen el campeonato mundial con el europeo (1936, 1947-1956). Posteriormente el torneo mundial se disputaría ininterrumpidamente cada 2 años, los años pares, entre 1958 y 1988; mientras que el torneo europeo se disputaría los años impares entre 1957 y 1987.
En el torneo participaron las selecciones de 11 países incluidos en un único grupo.
El vencedor del torneo, disputado por el método de liguilla fue la selección de Portugal. La segunda plaza fue para la selección de España y la medalla de Bronce para la selección de Italia.

## Equipos participantes
De las 11 selecciones nacionales participantes del torneo, 10 son de Europa y 1 de América.
|                     |
| Alemania Occidental |
| Bélgica             |
| Brasil              |
| España              |
| Francia             |
| Inglaterra          |
| Italia              |
| Noruega             |
| Países Bajos        |
| Portugal            |
| Suiza               |

## Torneo
| Equipo              | Pts | PJ | PG | PE | PP | GF | GC | DG  |
| ------------------- | --- | -- | -- | -- | -- | -- | -- | --- |
| Portugal            | 19  | 10 | 9  | 1  | 0  | 44 | 6  | +38 |
| España              | 16  | 10 | 7  | 2  | 1  | 49 | 6  | +43 |
| Italia              | 13  | 10 | 5  | 3  | 2  | 25 | 10 | +15 |
| Alemania Occidental | 13  | 10 | 6  | 1  | 3  | 19 | 9  | +10 |
| Inglaterra          | 13  | 10 | 6  | 1  | 3  | 23 | 22 | +1  |
| Suiza               | 11  | 10 | 5  | 1  | 4  | 25 | 26 | -1  |
| Países Bajos        | 8   | 10 | 3  | 2  | 5  | 11 | 20 | -9  |
| Bélgica             | 7   | 10 | 3  | 1  | 6  | 16 | 36 | -20 |
| Francia             | 6   | 10 | 2  | 2  | 6  | 11 | 31 | -20 |
| Brasil              | 2   | 10 | 1  | 0  | 9  | 12 | 42 | -30 |
| Noruega             | 2   | 10 | 0  | 2  | 8  | 12 | 39 | -27 |

- Resultados

| Fecha    | Partido             | Partido | Partido             | Resultado |
| -------- | ------------------- | ------- | ------------------- | --------- |
| 26.05.56 | Bélgica             | -       | Noruega             | 3-1       |
| 26.05.56 | Suiza               | -       | Italia              | 0-4       |
| 26.05.56 | España              | -       | Inglaterra          | 7-1       |
| 26.05.56 | Portugal            | -       | Brasil              | 5-0       |
| 27.05.56 | Brasil              | -       | Países Bajos        | 0-3       |
| 27.05.56 | Portugal            | -       | Italia              | 1-1       |
| 27.05.56 | Noruega             | -       | España              | 0-6       |
| 27.05.56 | Alemania Occidental | -       | Bélgica             | 6-0       |
| 27.05.56 | Inglaterra          | -       | Brasil              | 5-0       |
| 27.05.56 | Francia             | -       | Suiza               | 1-3       |
| 27.05.56 | Italia              | -       | Bélgica             | 7-0       |
| 27.05.56 | Portugal            | -       | Países Bajos        | 4-1       |
| 27.05.56 | Alemania Occidental | -       | España              | 1-1       |
| 28.05.56 | Alemania Occidental | -       | Brasil              | 4-0       |
| 28.05.56 | Países Bajos        | -       | España              | 0-6       |
| 28.05.56 | Francia             | -       | Italia              | 1-1       |
| 28.05.56 | Suiza               | -       | Portugal            | 0-5       |
| 28.05.56 | Inglaterra          | -       | Bélgica             | 4-2       |
| 29.05.56 | Noruega             | -       | Inglaterra          | 1-1       |
| 29.05.56 | Bélgica             | -       | Países Bajos        | 0-1       |
| 29.05.56 | Italia              | -       | Alemania Occidental | 0-1       |
| 29.05.56 | Brasil              | -       | Francia             | 4-5       |
| 29.05.56 | Países Bajos        | -       | Suiza               | 2-1       |
| 29.05.56 | Italia              | -       | Noruega             | 6-4       |
| 29.05.56 | Alemania Occidental | -       | Francia             | 2-1       |
| 29.05.56 | España              | -       | Bélgica             | 7-0       |
| 29.05.56 | Portugal            | -       | Inglaterra          | 6-1       |
| 30.05.56 | Noruega             | -       | Alemania Occidental | 0-1       |
| 30.05.56 | Francia             | -       | Países Bajos        | 0-0       |
| 30.05.56 | Inglaterra          | -       | Italia              | 1-0       |
| 30.05.56 | Suiza               | -       | España              | 2-7       |
| 30.05.56 | Bélgica             | -       | Portugal            | 1-3       |
| 31.05.56 | Francia             | -       | Noruega             | 1-0       |
| 31.05.56 | Italia              | -       | Brasil              | 3-1       |
| 31.05.56 | Alemania Occidental | -       | Países Bajos        | 3-1       |
| 31.05.56 | Suiza               | -       | Bélgica             | 3-3       |
| 31.05.56 | Países Bajos        | -       | Noruega             | 2-2       |
| 31.05.56 | España              | -       | Brasil              | 6-0       |
| 31.05.56 | Bélgica             | -       | Francia             | 3-1       |
| 31.05.56 | Suiza               | -       | Inglaterra          | 4-2       |
| 31.05.56 | Portugal            | -       | Alemania Occidental | 3-1       |
| 01.06.56 | Noruega             | -       | Brasil              | 1-4       |
| 01.06.56 | Alemania Occidental | -       | Suiza               | 0-1       |
| 01.06.56 | Países Bajos        | -       | Inglaterra          | 1-2       |
| 01.06.56 | Portugal            | -       | Francia             | 6-0       |
| 01.06.56 | España              | -       | Italia              | 1-1       |
| 02.06.56 | España              | -       | Francia             | 8-0       |
| 02.06.56 | Noruega             | -       | Portugal            | 1-10      |
| 02.06.56 | Suiza               | -       | Brasil              | 6-0       |
| 02.06.56 | Inglaterra          | -       | Alemania Occidental | 2-0       |
| 02.06.56 | Países Bajos        | -       | Italia              | 0-2       |
| 02.06.56 | Brasil              | -       | Bélgica             | 3-4       |
| 02.06.56 | Noruega             | -       | Suiza               | 2-5       |
| 02.06.56 | Francia             | -       | Inglaterra          | 1-4       |
| 02.06.56 | Portugal            | -       | España              | 1-0       |

## Clasificación final
| 1. Portugal            |
| 2. España              |
| 3. Italia              |
| 4. Alemania Occidental |
| 5. Inglaterra          |
| 6. Suiza               |
| 7. Países Bajos        |
| 8. Bélgica             |
| 9. Francia             |
| 10. Brasil             |
| 11. Noruega            |